# Die Verfluchten
Die Verfluchten ist ein 2005 erschienener historisch-phantastischer Roman von Wolfgang Hohlbein und der achte Band der Chronik der Unsterblichen. Die Geschichte um zwei Vampyre auf der Suche nach dem Geheimnis ihrer Herkunft spielt im 16. Jahrhundert in den heutigen Staaten Libyen und Ägypten.

## Handlung
Schwertmeister Andrej Delãny und sein nubischer Gefährte Abu Dun sind nach ihren Abenteuern auf Malta weitergezogen. Mitten in der libyschen Wüste geraten die beiden Vampyre jedoch in einen mörderischen Hinterhalt von Sklavenhändlern. Statt ihr Heil in der Flucht zu suchen, wollen sie sich zum Schein in Ketten legen lassen, um mit den Wüstenbewohnern weiter zu reisen. Doch als sie dem Räuber Ali Jhin und seinen dreihundert Männern dann waffenlos gegenüberstehen, erkennen sie, dass sie etwas vorschnell gehandelt haben, als sie die Gesellschaft der Sklavenhändler der Flucht durch die Wüste vorgezogen haben.
In der Gefangenschaft lernen sie die rätselhafte Nubierin Meruhe kennen, die wie sie selbst eine Gefangene ist, unter den Sklaven jedoch fast den Status einer Königin innehat. Sie besitzt nicht nur große Weisheit und Kenntnis des Landes, sondern verfügt außerdem über rätselhafte Heilkräfte. Als sie in Ali Jhins Wüstenfestungen von ihnen getrennt wird, befreien Andrej und Abu Dun sie und die übrigen Gefangenen und fliehen mit ihnen in die Wüste. Als die Sklavenhändler sie einholen und bei einer verlassenen Oase umstellen, entfesselt Meruhe einen Khamsin, einen tödlichen Wüstensturm, der ihre Feinde auslöscht und alles in Sand hüllt.
Andrej und Abu Dun erwachen später allein und finden zwei ausgeruhte und gesattelte Pferde vor, mit denen sie in Richtung Nil aufbrechen. Eine Weile verdingen sie sich als Leibwächter des Kaufmanns Mustafa Bo, bis sie auf dem Sklavenmarkt der Stadt Mardina  auf Meruhe treffen, die gerade an den Emir Faruk verkauft wird. Sie befreien sie aus dessen Festung, müssen aber im letzten Moment erkennen, dass sie sich absichtlich hatte gefangen nehmen und verkaufen lassen, um an Faruk heranzukommen und ihn auszuschalten. Bei der gemeinsamen Flucht werden sie von einer geheimnisvollen Gruppe in Weiß gewandeter Gestalten aufgehalten; als Andrej einen von ihnen, der sich Seth nennt, angreift, entzieht dieser ihm brutal seine übernatürlichen Kräfte.
Meruhe erklärt Andrej später, dass Seth ebenso wie die anderen Fremden und auch sie selbst ein Unsterblicher ist, dass sie aber nicht wie er und Abu Dun seit etwa hundert Jahren durch die Welt reisen, sondern seit Jahrtausenden. Daher sei ihre Erfahrung und ihr Wissen um ihre eigenen Kräfte um ein Vielfaches ausgeprägter; der Kraftentzug durch Seth sei nur eine Abwehrmaßnahme, deren Wirkung mit der Zeit abnehme. Mehr und mehr verfällt Andrej dem zauberhaften Charme der geheimnisvollen Meruhe, und zum ersten Mal seit langer Zeit droht das feste Band der Freundschaft zwischen ihm und Abu Dun zu zerreißen.

## Hintergrund
Als Schauplatz hat Hohlbein in diesem Band einen der trockensten Orte der Welt gewählt: Klimageografisch gehört die Libysche Wüste zu den trockensten, sogar hyper-ariden Regionen der Erde. Die Niederschlags-Jahresmittel liegen zwischen 0 und 5 mm, wobei der Niederschlag auch für viele Jahre vollständig ausbleiben kann. Zudem treten die Niederschläge meist sehr fleckenhaft und oft nur in Form kurzer Gewitter auf.

## Ausgaben
- Wolfgang Hohlbein: Die Verfluchten, vgs 2005, ISBN 3-8025-3539-1